# جسر أز (حسينية انديمشك)
جسر أز (بالفارسية: پل آژ) هي منطقة سكنية تقع في إيران في قسم حسینیة الريفي. يقدر عدد سكانها بـ 41 نسمة .